# Telfair County
Telfair County är ett administrativt område i delstaten Georgia, USA, med 16 500 invånare. Den administrativa huvudorten (county seat) är McRae. 

## Geografi
Enligt United States Census Bureau har countyt en total area på 1 150 km². 1 142 km² av den arean är land och 8 km² är vatten.

### Angränsande countyn
- Wheeler County - nordost
- Jeff Davis County - sydost
- Coffee County - syd
- Ben Hill County - sydväst
- Wilcox County - väst
- Dodge County - nordväst